# Shindig Demo
Shindig Demo – drugie nagranie demo angielskiego zespołu Radiohead. Demo zostało wydane w 1990 roku na kasecie audio a jego nazwa pochodzi od ówczesnej nazwy zespołu (Shindig).
Większość utworów z tego dema nigdy nie doczekało się innego wydania, jednakże piosenki "What's That You See?" i "Give It Up" pojawiły się na następnym demie jako "What's That You Say?" a utwór "The Greatest Shindig" został później nagrany jako "Maquiladora" i został B-side'em na singlu "High and Dry"/"Planet Telex". "How Can You Be Sure" także pojawił się jako B-side, tym razem na singlu "Fake Plastic Trees". "Keep Strong" pozostawał wykonywany na wielu wczesnych koncertach zespołu o wiele dłużej niż inne utwory z tego dema.
Utwór "Tell Me Bitch" śpiewany jest przez Colina Greenwooda. Był to eksperyment ponieważ piosenka ta jest z gatunku Ska.

## Lista utworów
| Nr  | Tytuł                                  |
| --- | -------------------------------------- |
| 1.  | "Climbing Up A Bloody Great Hill"      |
| 2.  | "Somebody Else"                        |
| 3.  | "Mr. B" (znane także jako "Jerusalem") |
| 4.  | "What's That You See?"                 |
| 5.  | "Dance Sucka" (Something to Hate)      |
| 6.  | "Upside Down"                          |
| 7.  | "The Greatest Shindig"                 |
| 8.  | "Give it Up"                           |
| 9.  | "How Can You Be Sure"                  |
| 10. | "Life With The Big F"                  |
| 11. | "Keep Strong"                          |
| 12. | "Rattlesnake"                          |
| 13. | "Burning Bush"                         |
| 14. | "Tell Me Bitch"                        |
| 15. | "New Generation"                       |